# Spilosoma hilaris
Spilosoma hilaris är en fjärilsart som beskrevs av Car. 1898. Spilosoma hilaris ingår i släktet Spilosoma och familjen björnspinnare. Inga underarter finns listade i Catalogue of Life.